# عطية عوض
العقيد الركن عطية عوض، ضابط في جيش التحرير الفلسطيني، مواليد عام 1945م فلسطين.
أنهى دراسته في الكلية الحربية السورية عام 1967. خدم في جيش التحرير الفلسطيني. قام اللواء مصباح البديري والذي كان يرأس جيش التحرير في نهاية السبعينيات بترشيحه للرئيس حافظ الأسد لرئاسة أركان جيش التحرير الفلسطيني، ولكن القيادة القطرية لحزب البعث رفضت هذا الترشيح وذلك لاتهامه بأن ولاءه لياسر عرفات وكان عرفات على خلاف مع سوريا في ذلك الوقت.
شارك العقيد عطية عوض في حرب لبنان أثناء التصدي للقوات البرية الإسرائيلية والتي اجتاحت بيروت وكان عطية عوض يتمركز عند منطقة ميدان السباق في بيروت. أعلن راديو إسرائيل في عام 1982 في الشهر الثامن لأول مرة في تاريخه أنه استطاع أن يتقدم لأمتار في منطقة ميدان السبق على الجبهة التي كان يتمركز فيها عطية عوض. بعد حصار بيروت تعالى نجم عطية عوض مما لم يعجب القيادة الفلسطينية الموالية لسوريا. قبل الحصار قام عطية عوض بعمل كفاحي وبنظر القيادة السورية كان عملاً خائناً، إذ رفض وبشكل قاطع أن يقوم بالمشاركة في حرب المخيمات، ورفض الأوامر العسكرية التي جاءته من القيادة السورية وقوات ياسر عرفات ، عندما نشب الخلاف بينهم وبين الحكومة السورية.
رفض الأوامر العسكرية أودى به إلى سجن المزة ليعتقل في عام 1983 على يد المخابرات العسكرية السورية. لم يتمكن أهله وعائلته من مشاهدته منذ ذلك التاريخ إلى أن قام جيش التحرير في عام 2004 بإعلان أنه قد توفي بعد اعتقاله بيومين ولم يسلم للضرورة الأمنية. رغم موته لا تزال أعماله في ذاكرة الفلسطينيين وبالأخص أبناء المخيمات السورية.